# Geaderde leemhoed
De geaderde leemhoed (Agrocybe rivulosa) is een schimmel behorend tot de familie Strophariaceae. Hij komt voor in parken en plantsoenen en leeft sapotroof op houtsnippers en houtspaanders.

## Kenmerken

### Uiterlijke kenmerken
Het is een relatief grote paddenstoel, met een steel van 5 tot 10 centimeter en een hoed die 4 tot 10 centimeter in diameter. De kleur van de hoed varieert van geel tot bleek oranjebruin.

### Microscopische kenmerken
De sporen zijn ellipsvormig tot langwerpig of iets amandelvormig en meten 10-14 × (6-) 6,5-8,5 µm. Cystidia zijn knotsvormig tot rondachtig.

## Verspreiding
In Nederland komt de geaderde leemhoed algemeen voor. Hij staat niet op de rode lijst en is niet bedreigd.